# Herrlisheim-près-Colmar
Ne pas confondre avec Herrlisheim, commune du Bas-Rhin
Herrlisheim-près-Colmar est une commune française située dans la circonscription administrative du Haut-Rhin et, depuis le 1er janvier 2021, dans le territoire de la Collectivité européenne d'Alsace, en région Grand Est.
Cette commune se trouve dans la région historique et culturelle d'Alsace.
Le patrimoine culturel du village se développe majoritairement grâce au flux touristique apporté par la ligne TER proposée par la compagnie nationale SNCF. Elle dessert notamment la gare « Place de la Pouille » au niveau de la Rue de Polgras.

## Géographie
Herrlisheim-près-Colmar fait partie de l'arrondissement de Colmar-Ribeauvillé et du canton de Wintzenheim sur la Lauch.

### Cours d'eau
- La Lauch
- La Vieille Thur ou canal des douze moulins

### Écarts
- Herrlisheim a deux quartiers en dehors de son centre-ville, Herrlisheim Vignoble situé à l'ouest et l'Elsbourg situé entre Herrlisheim Vignoble et Herrlisheim centre.

### Communes limitrophes
| Eguisheim      |                         |                        |
| Obermorschwihr | Herrlisheim-près-Colmar | Sainte-Croix-en-Plaine |
| Hattstatt      | Rouffach                | Niederhergheim         |

### Hydrographie

#### Réseau hydrographique
La commune est dans le bassin versant du Rhin au sein du bassin Rhin-Meuse. Elle est drainée par la Lauch, la Vieille Thur, le Langgraben, le Muhlbach de Pfaffenheim et le Renngraben,,.
La Lauch, d'une longueur de 47 km, prend sa source dans la commune de Linthal et se jette  dans l'Ill à Horbourg-Wihr, après avoir traversé 18 communes. Les caractéristiques hydrologiques de la Lauch sont données par la station hydrologique située sur la commune de Rouffach. Le débit moyen mensuel est de 2,03 m3/s. Le débit moyen journalier maximum est de 29,6 m3/s, atteint lors de la crue du 5 janvier 2018. Le débit instantané maximal est quant à lui de 30,5 m3/s, atteint le même jour.

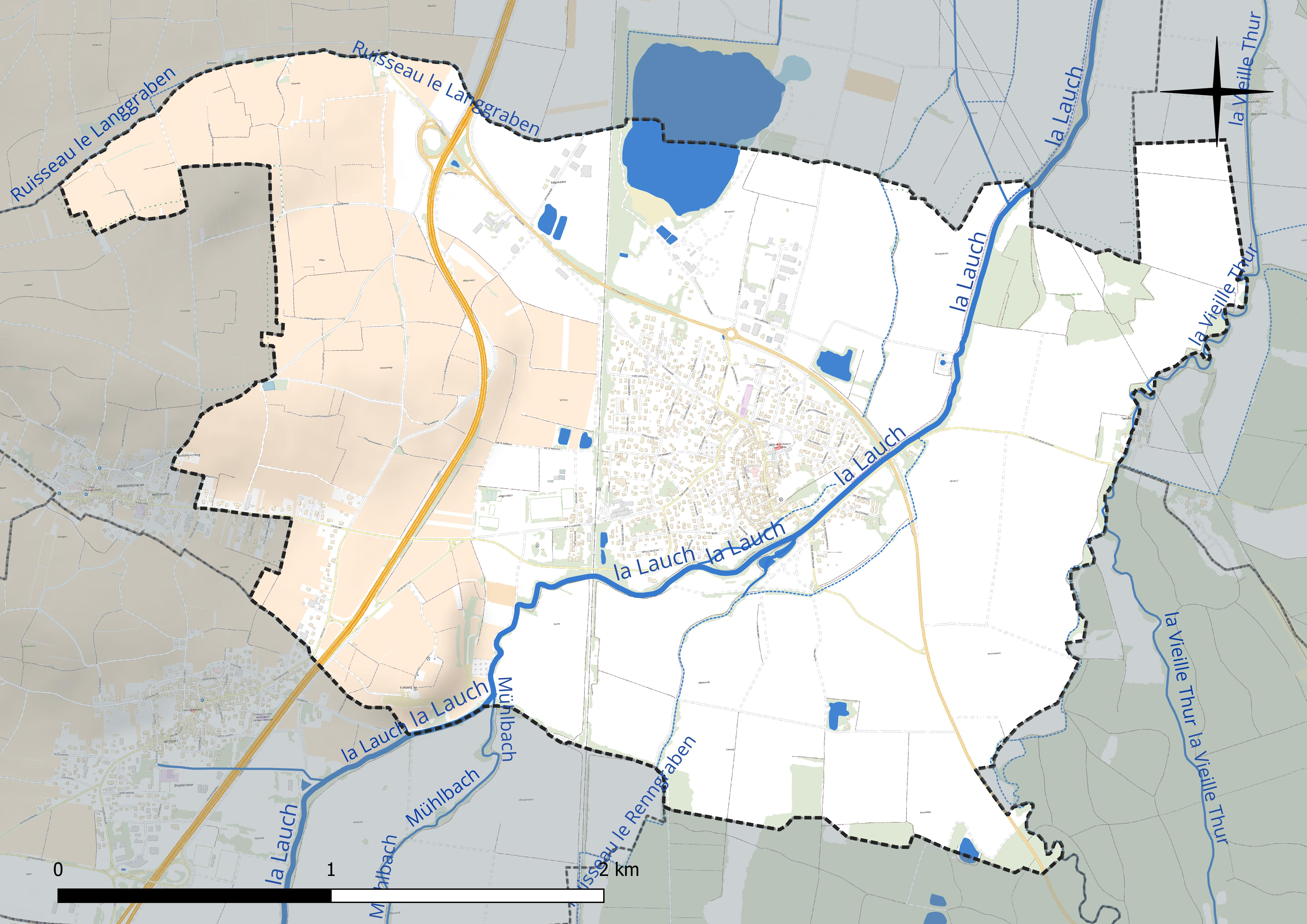
Réseau hydrographique de Herrlisheim-près-Colmar.

La Vieille Thur, d'une longueur de 26 km, prend sa source dans la commune de Pulversheim et se jette  dans la Lauch à Eguisheim, après avoir traversé 13 communes. 

#### Gestion et qualité des eaux
Le territoire communal est couvert par le schéma d'aménagement et de gestion des eaux (SAGE) « Ill Nappe Rhin ». Ce document de planification concerne la nappe phréatique rhénane, les cours d'eau de la plaine d'Alsace et du piémont oriental du Sundgau, les canaux situés entre l'Ill et le Rhin et les zones humides de la plaine d'Alsace. Le périmètre s’étend sur 3 596 km2. Il a été approuvé le 17 janvier 2005. La structure porteuse de l'élaboration et de la mise en œuvre est la région Grand Est. 
La qualité des cours d’eau peut être consultée sur un site dédié géré par les agences de l’eau et l’Agence française pour la biodiversité. 

### Climat
Pour des articles plus généraux, voir Climat du Grand Est et Climat du Haut-Rhin.
En 2010, le climat de la commune est de type climat océanique dégradé des plaines du Centre et du Nord, selon une étude du Centre national de la recherche scientifique s'appuyant sur une série de données couvrant la période 1971-2000. En 2020, Météo-France publie une typologie des climats de la France métropolitaine dans laquelle la commune est exposée à un climat semi-continental et est dans une zone de transition entre les régions climatiques « Vosges » et « Alsace ». 
Pour la période 1971-2000, la température annuelle moyenne est de 10,6 °C, avec une amplitude thermique annuelle de 17,9 °C. Le cumul annuel moyen de précipitations est de 578 mm, avec 8,7 jours de précipitations en janvier et 8,8 jours en juillet. Pour la période 1991-2020, la température moyenne annuelle observée sur la station météorologique de Météo-France la plus proche, « Colmar-Inra », sur la commune de Colmar à 7 km à vol d'oiseau, est de 11,3 °C et le cumul annuel moyen de précipitations est de 558,0 mm. 
La température maximale relevée sur cette station est de 39,6 °C, atteinte le 13 août 2003 ; la température minimale est de −22,5 °C, atteinte le 22 février 1986,,. 
Les paramètres climatiques de la commune ont été estimés pour le milieu du siècle (2041-2070) selon différents scénarios d'émission de gaz à effet de serre à partir des nouvelles projections climatiques de référence DRIAS-2020. Ils sont consultables sur un site dédié publié par Météo-France en novembre 2022.

## Urbanisme

### Typologie
Au 1er janvier 2024, Herrlisheim-près-Colmar est catégorisée bourg rural, selon la nouvelle grille communale de densité à sept niveaux définie par l'Insee en 2022.
Elle est située hors unité urbaine. Par ailleurs la commune fait partie de l'aire d'attraction de Colmar, dont elle est une commune de la couronne,. Cette aire, qui regroupe 95 communes, est catégorisée dans les aires de 50 000 à moins de 200 000 habitants,.

### Occupation des sols
L'occupation des sols de la commune, telle qu'elle ressort de la base de données européenne d’occupation biophysique des sols Corine Land Cover (CLC), est marquée par l'importance des territoires agricoles (80,9 % en 2018), en diminution par rapport à 1990 (82,9 %). La répartition détaillée en 2018 est la suivante : 
terres arables (53,6 %), cultures permanentes (27,3 %), zones urbanisées (13,4 %), eaux continentales (4,1 %), forêts (1,5 %). L'évolution de l’occupation des sols de la commune et de ses infrastructures peut être observée sur les différentes représentations cartographiques du territoire : la carte de Cassini (XVIIIe siècle), la carte d'état-major (1820-1866) et les cartes ou photos aériennes de l'IGN pour la période actuelle (1950 à aujourd'hui).

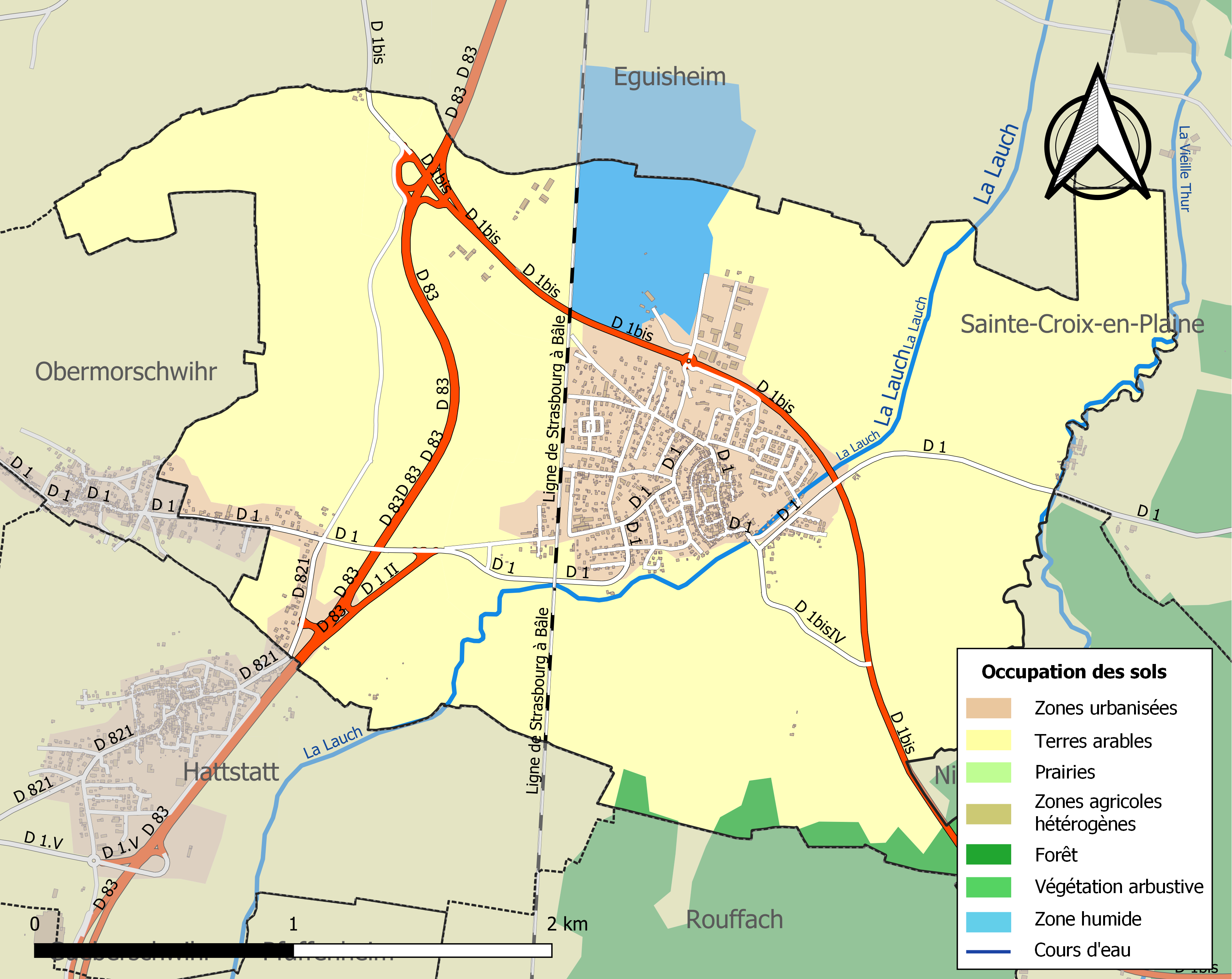
Carte des infrastructures et de l'occupation des sols de la commune en 2018 (CLC).

## Histoire

### Toponymie
De l'anthroponyme germanique Herlich et du germanique Heim = foyer.
- villa Heslesheim et Henschen au VIIe siècle.
- Herlichesheim, année 823. Demeure de Herleich, de l'ancien allemand Heri, armée et teih, air, chant.

### Première présence humaine
Herrlisheim est déjà connu comme village au VIIe siècle. Plus tard, un mur d'enceinte est édifié ainsi qu'un château dont les Annales de Colmar placent la construction en 1302. Du VIIIe au Xe siècle, les évêques de Strasbourg possèdent une cour abbatiale dans le village qui devient fief (Dinghof).

### Judenbrand
En 1348, les Juifs de Herrlisheim sont brûlés au lieu-dit Judenbrand. 
Un endroit du village porte actuellement ce nom. Le même acte est perpétré à Colmar la même année.
Voir Liste des toponymes juifs en France#Fosses aux Juifs et autres noms germaniques.

### Propriété des évêques
Propriété des évêques de Strasbourg, Herrlisheim est cédé en fief aux nobles de la famille des Hattstatt. Les annales de Colmar écrites par un moine vivant au XIVe siècle disent qu'en l'an 1302 un château et un mur d'enceinte dès 1286 furent construits. Jean Herb, gentilhomme strasbourgeois, chassé de Strasbourg pour n'avoir pas voulu prêter le serment de fidélité au magistrat, se réfugia à Herrlisheim en prenant la tête d'une troupe de brigands. Pour mettre un terme à ses ravages, le prévôt d'Ensisheim, les Strasbourgeois et leurs alliés vinrent s'emparer de la petite cité. Cinquante-trois brigands furent roués de coups, les autres pendus ou décapités. Quant à Herb et à deux autres de ses compagnons, ils furent relâchés.
En 1448, un autre noble, Henri Grephe, y fut reçu par les Hattstatt après avoir envoyé un cartel aux habitants de Sélestat. Ceux-ci rasèrent le château et s'emparèrent de Grephe qui fut cependant libéré contre une rançon de 1 000 florins.

### Les Armagnacs
Les Armagnacs s'emparèrent de Herrlisheim en 1444. Le dauphin, ayant fait prisonnier le seigneur de Hattstatt, le conduisit sous les murs de la ville et menaça de lui couper la tête si on n'ouvrait pas la porte.

### Les Allemands mettent le feu
Plus tard en 1677, ce sont des Allemands[Lesquels ?] qui assiègent la ville en y mettant le feu. Le château de Herrlisheim fut reconstruit au XIXe siècle sur l'emplacement de l'ancien édifice par François Joseph de Schauenburg.

### Le déclin de la population
Au XIVe siècle, la population de Herrlisheim passe de 1 350 à 700 habitants. Depuis la Seconde Guerre mondiale, elle remonte à nouveau.

### Héraldique
| Blason d'Herrlisheim-près-Colmar | Les armes d'Herrlisheim-près-Colmar se blasonnent ainsi : « D'argent à l'étoile de six rais de gueules, accompagnée de six quarte-feuilles du même ordonnées en orle entre chaque rais de l'étoile. » |

## Politique et administration

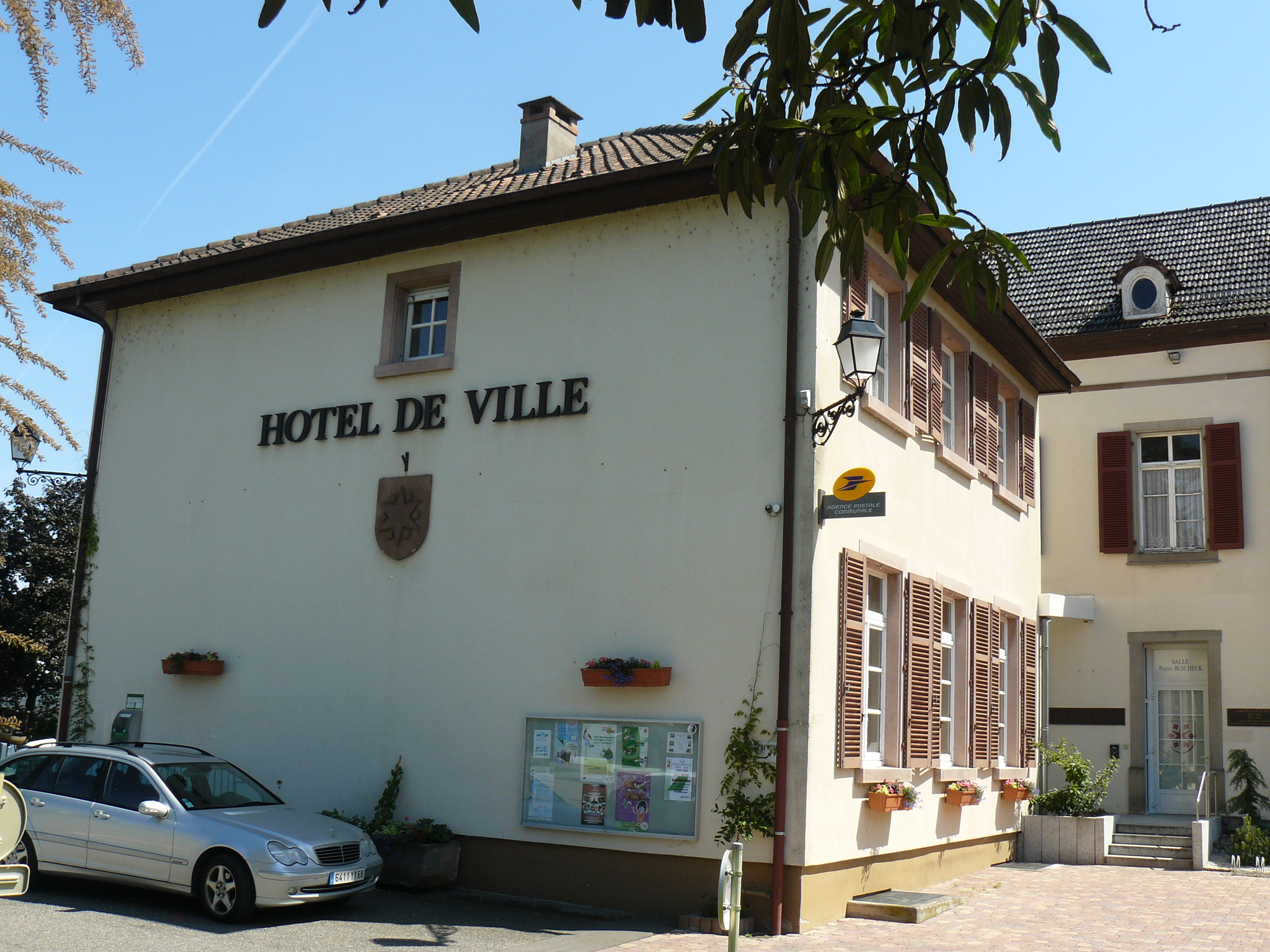
Mairie.

## Démographie
L'évolution du nombre d'habitants est connue à travers les recensements de la population effectués dans la commune depuis 1793. Pour les communes de moins de 10 000 habitants, une enquête de recensement portant sur toute la population est réalisée tous les cinq ans, les populations de référence des années intermédiaires étant quant à elles estimées par interpolation ou extrapolation. Pour la commune, le premier recensement exhaustif entrant dans le cadre du nouveau dispositif a été réalisé en 2004.

En 2022, la commune comptait 1 903 habitants, en évolution de +5,9 % par rapport à 2016 (Haut-Rhin : +0,66 %, France hors Mayotte : +2,11 %).
| 1793 | 1800 | 1806 | 1821  | 1831  | 1836  | 1841  | 1846  | 1851  |
| ---- | ---- | ---- | ----- | ----- | ----- | ----- | ----- | ----- |
| 943  | 871  | 951  | 1 010 | 1 214 | 1 230 | 1 269 | 1 319 | 1 222 |

| 1856  | 1861  | 1866  | 1871  | 1875 | 1880 | 1885 | 1890 | 1895 |
| ----- | ----- | ----- | ----- | ---- | ---- | ---- | ---- | ---- |
| 1 096 | 1 073 | 1 075 | 1 042 | 951  | 972  | 906  | 820  | 800  |

| 1900 | 1905 | 1910 | 1921 | 1926 | 1931 | 1936 | 1946 | 1954 |
| ---- | ---- | ---- | ---- | ---- | ---- | ---- | ---- | ---- |
| 811  | 805  | 812  | 766  | 732  | 772  | 775  | 729  | 719  |

| 1962 | 1968 | 1975  | 1982  | 1990  | 1999  | 2004  | 2006  | 2009  |
| ---- | ---- | ----- | ----- | ----- | ----- | ----- | ----- | ----- |
| 751  | 938  | 1 092 | 1 518 | 1 509 | 1 586 | 1 615 | 1 650 | 1 759 |

| 2014  | 2019  | 2022  | - | - | - | - | - | - |
| ----- | ----- | ----- | - | - | - | - | - | - |
| 1 802 | 1 859 | 1 903 | - | - | - | - | - | - |

## Lieux et monuments

### Église Saint-Michel

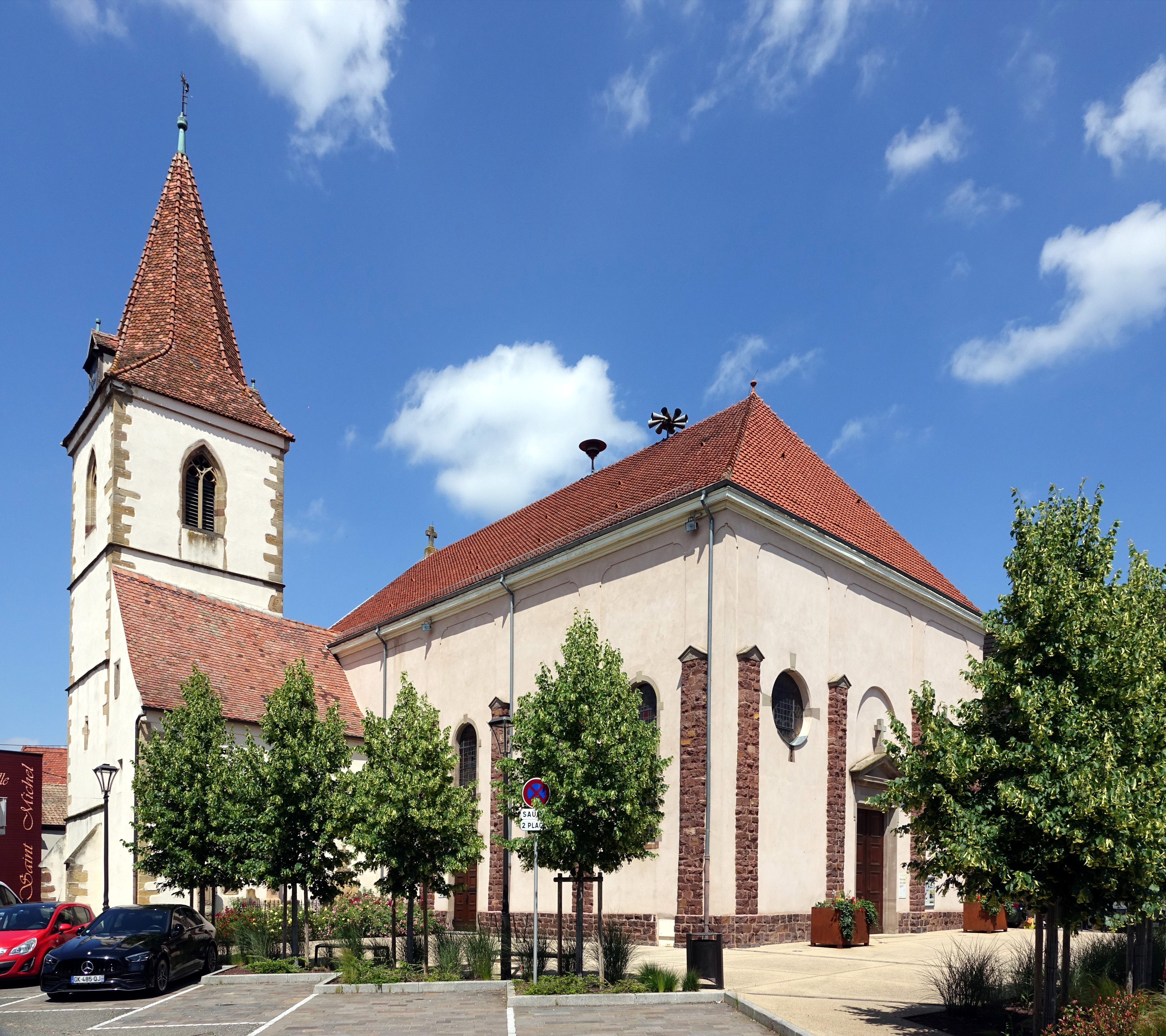
Église Saint-Michel.
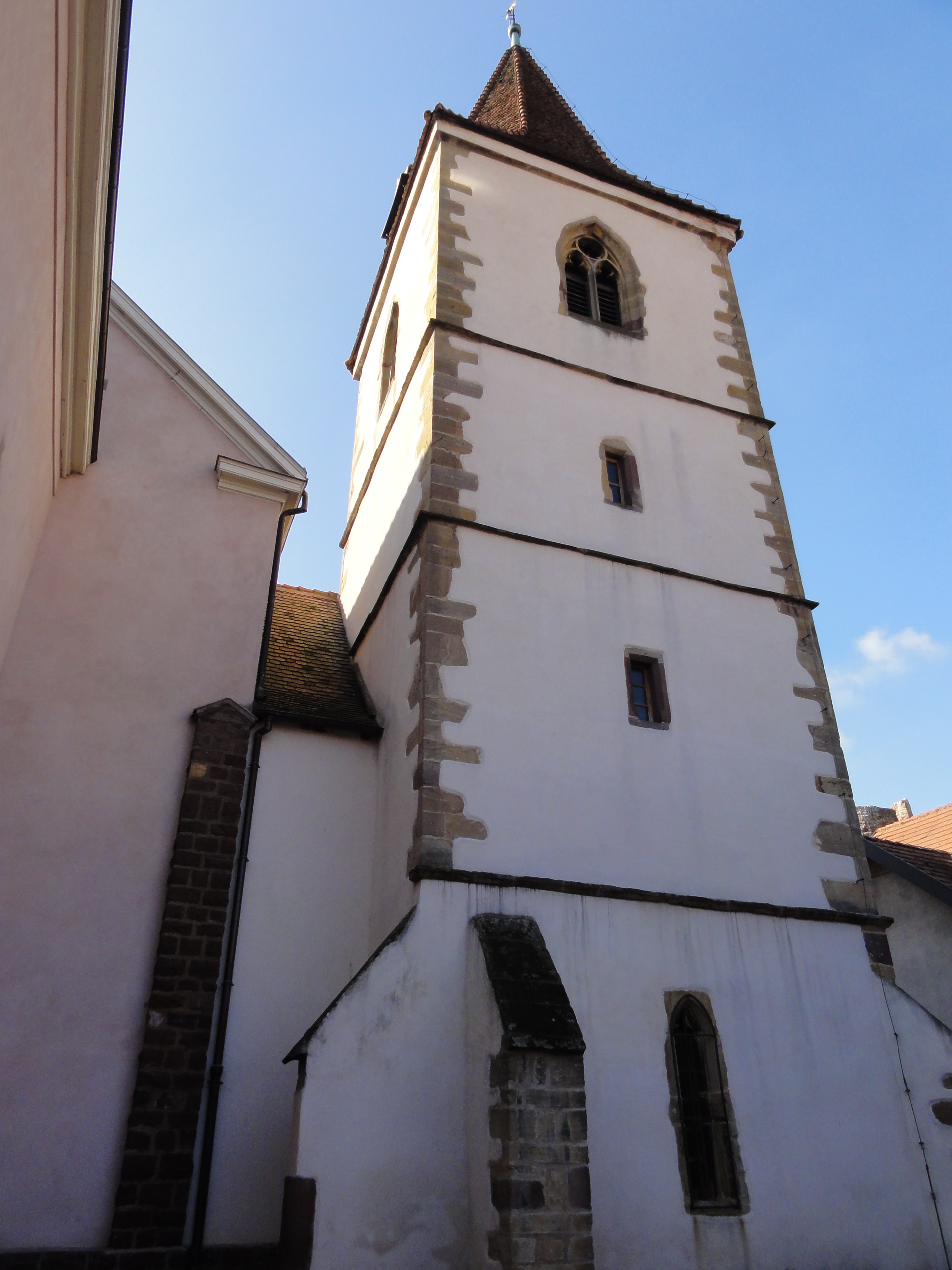
Clocher gothique du XIVe.
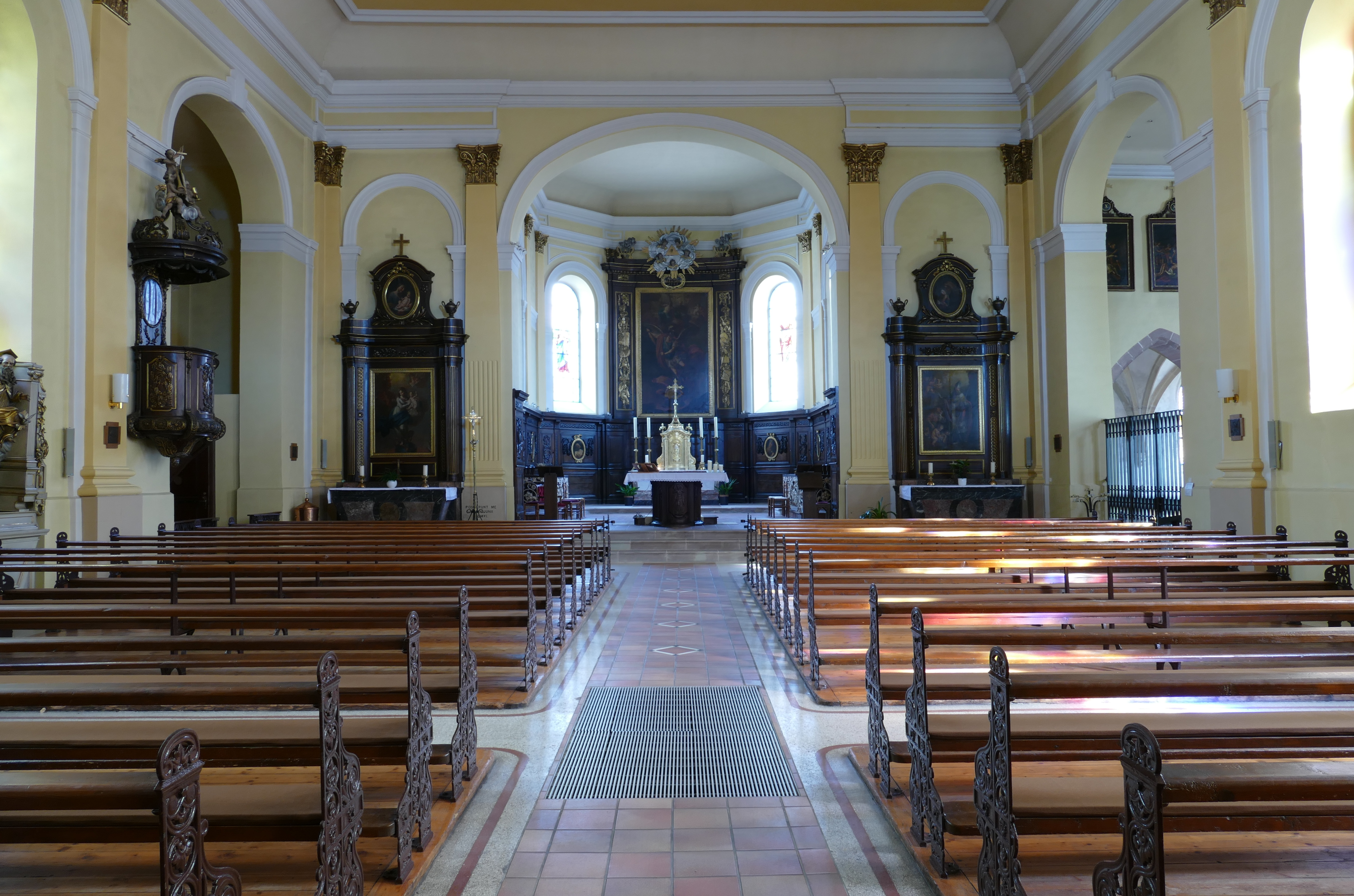
Vue intérieure de la nef vers le chœur.
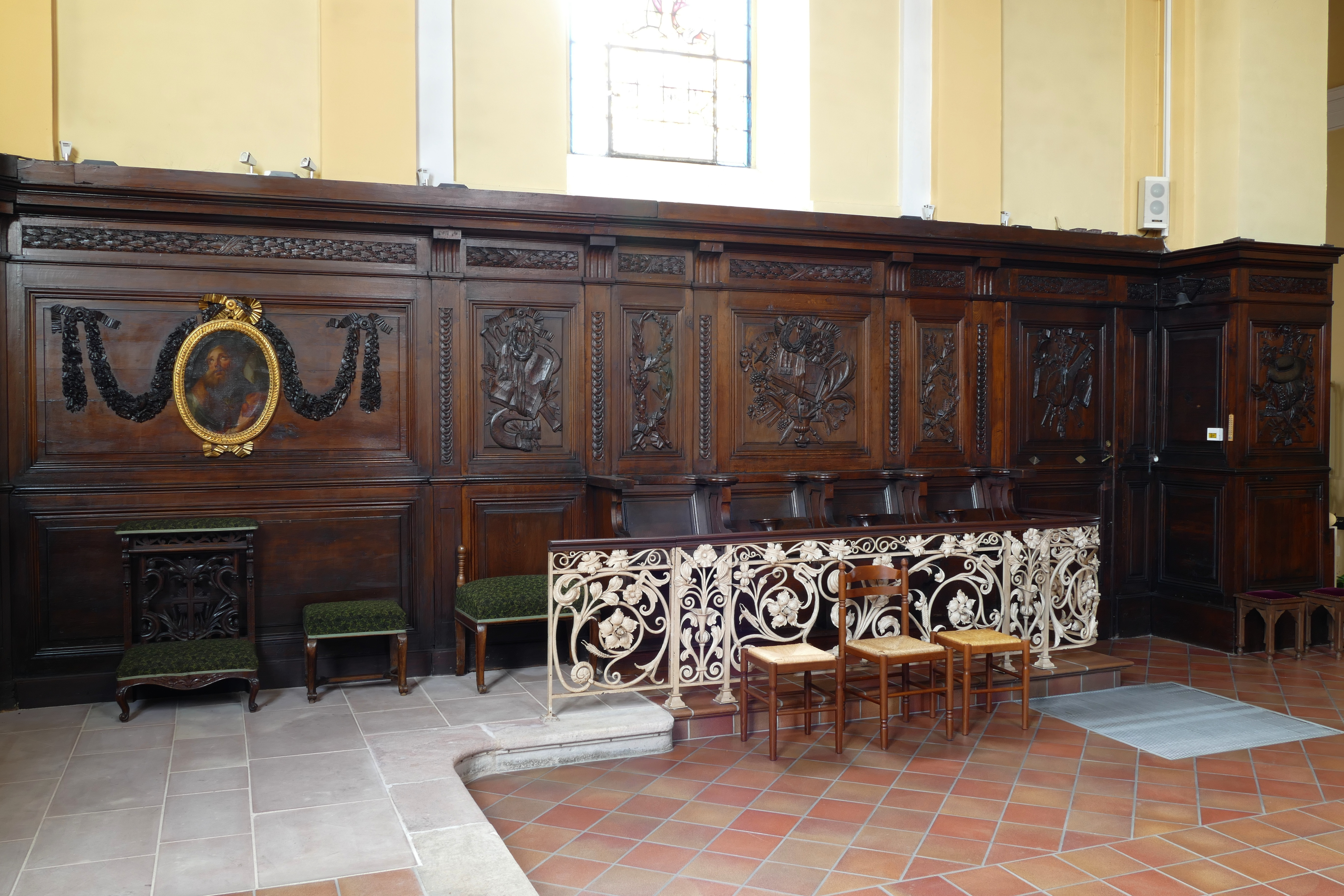
Stalles du chœur avec tableaux « Pères de l'Église » (XVIIIe).
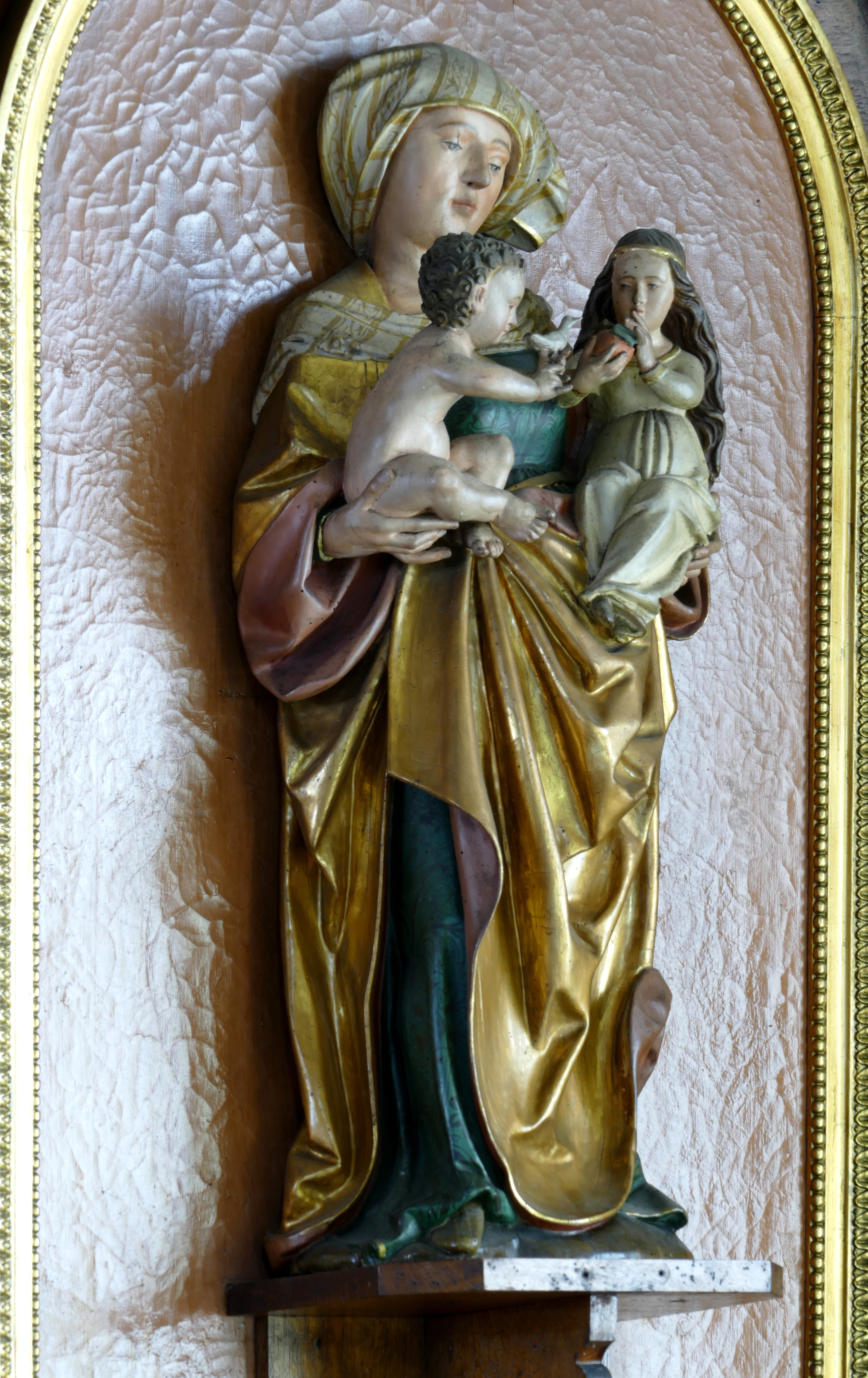
Statue « Sainte-Anne trinitaire » (XVIe).

### Tour des anciens remparts

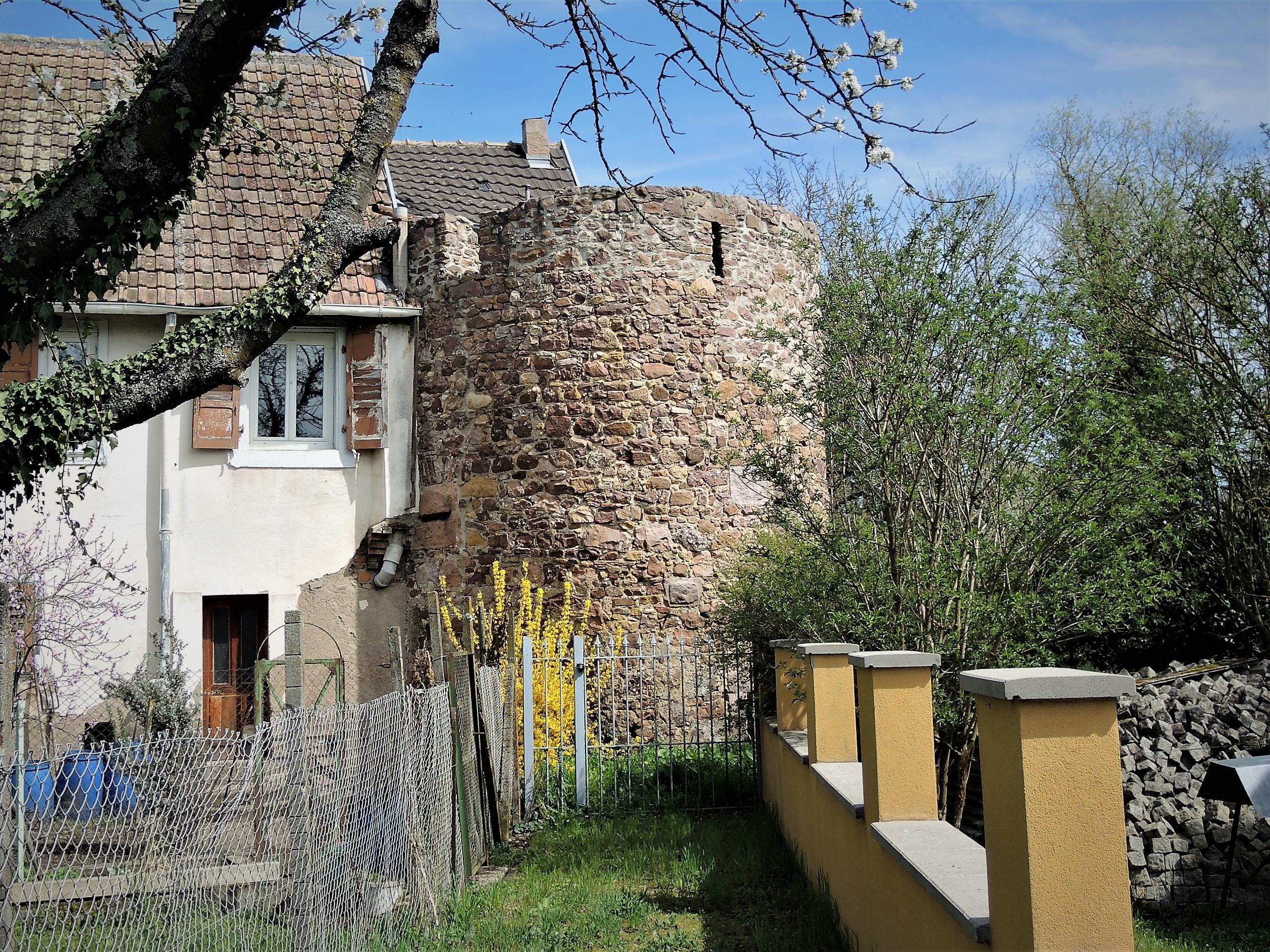
Tour des sorcières

### Tour des voleurs
Accolée à l'ancien presbytère, la tour des voleurs ou Schelmenturn, remonte selon toute vraisemblance à 1289 ou 1370 selon les spécialistes[Qui ?]. Couverte en galets et présentant une ouverture à la gorge, elle présente de hauts merlons ainsi que trois archères. La tour ouest est conservée sur une faible hauteur, emmurée dans une maison voisine.

### Autres lieux

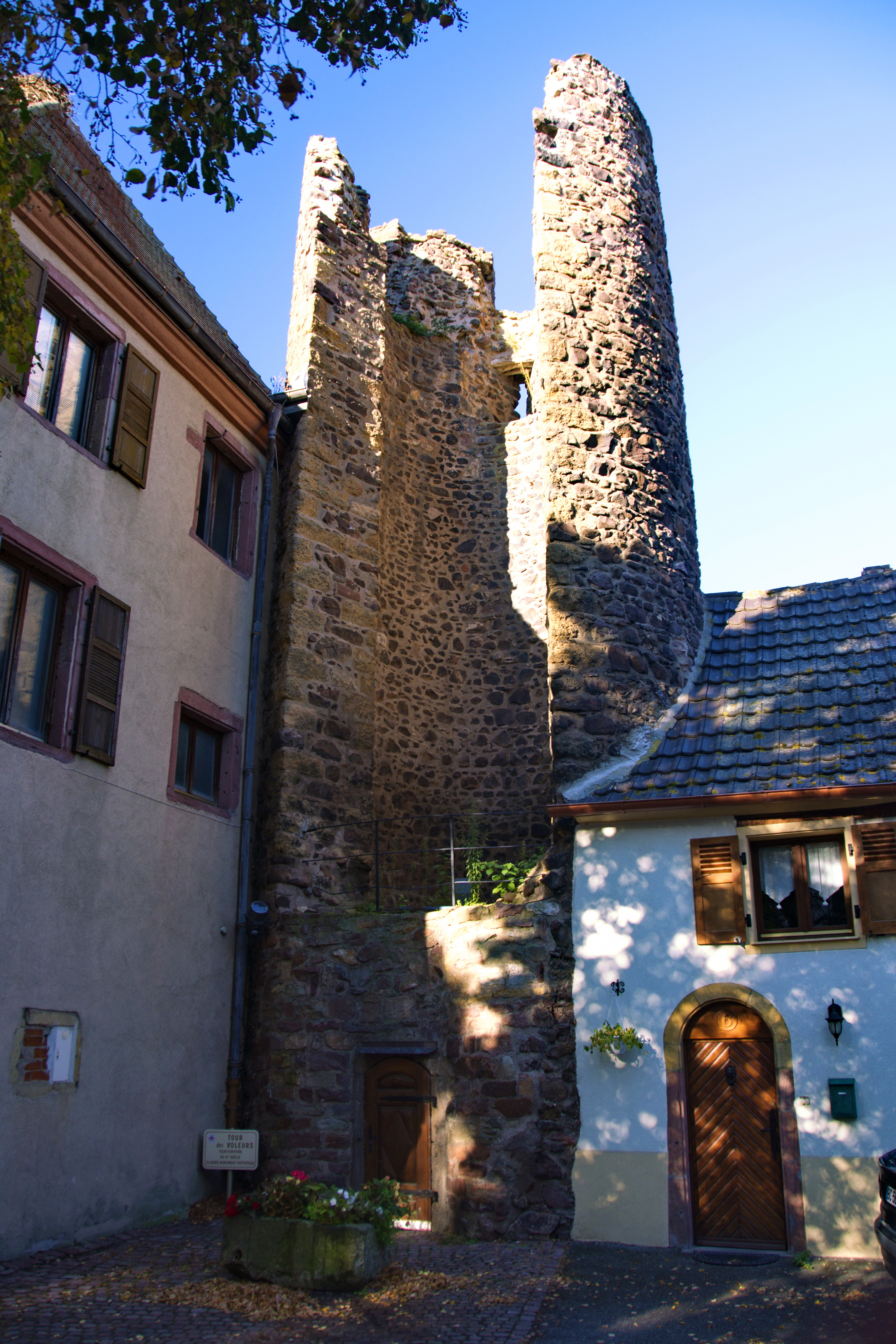
Tour des voleurs.
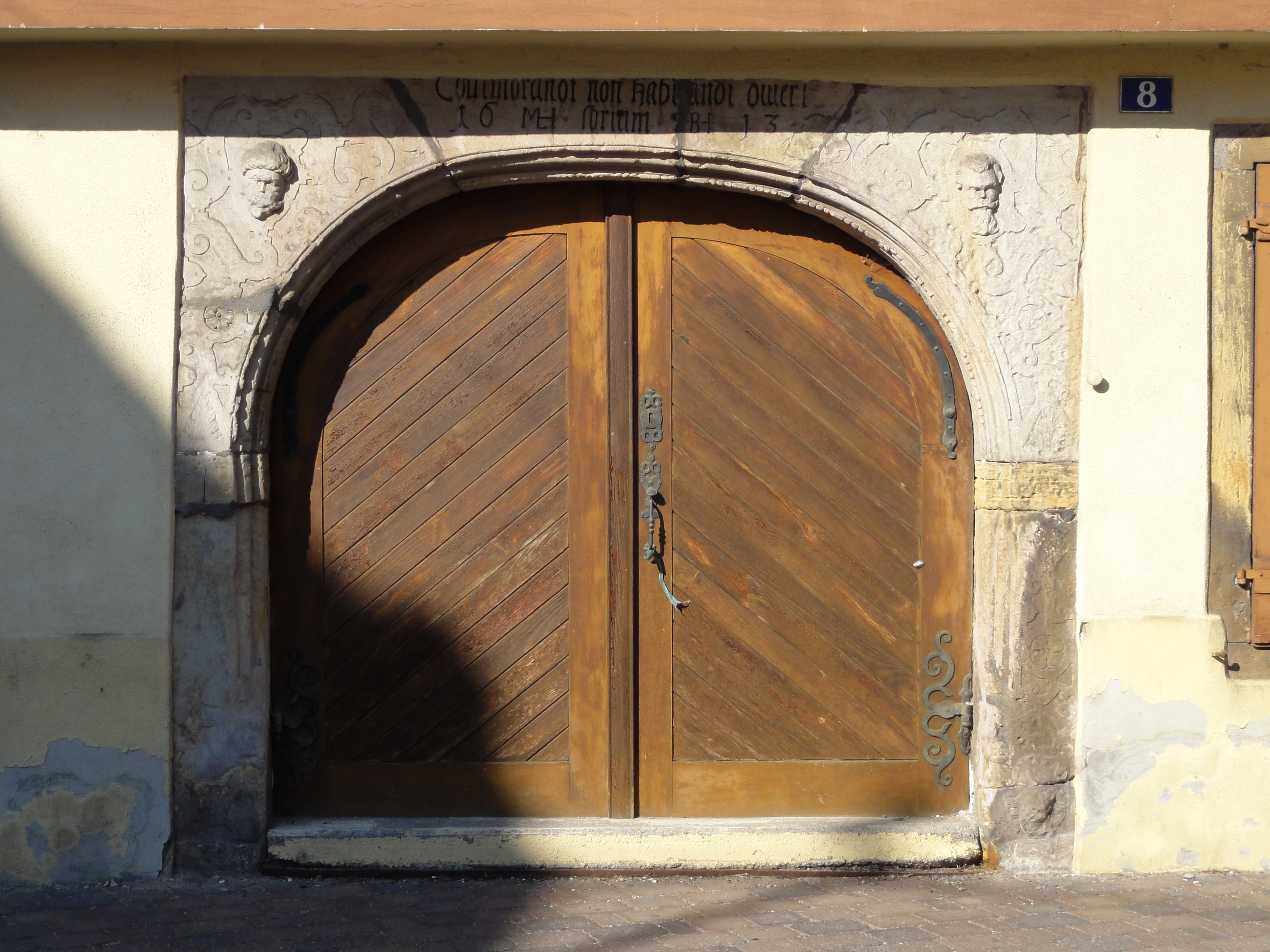
Portail (1613) de la maison 8 rue Principale.
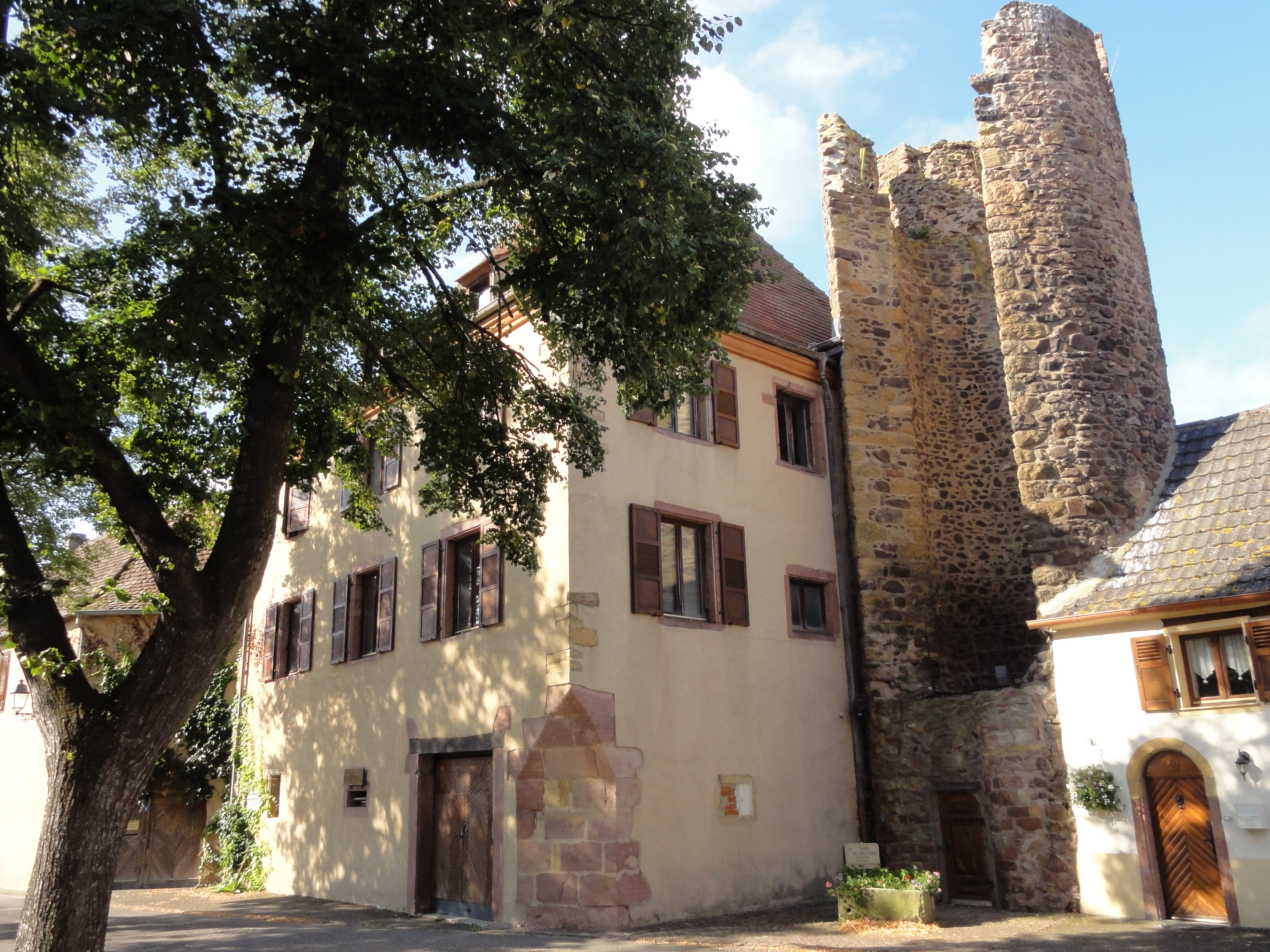
Ancien presbytère (XVIe-XVIIIe), 8 rue de l'Église.
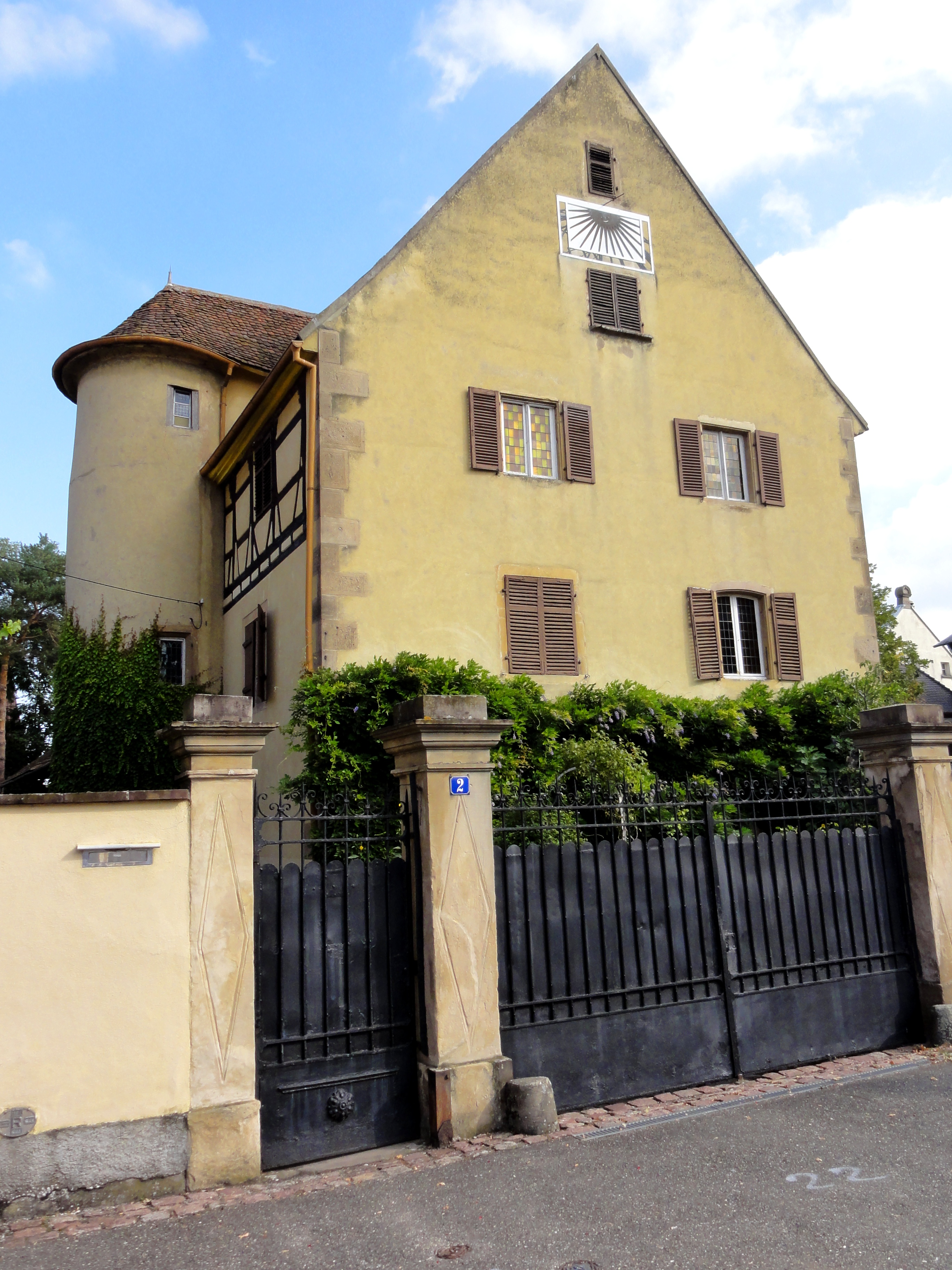
Maison de notable (1551), 2 rue des Boulangers.
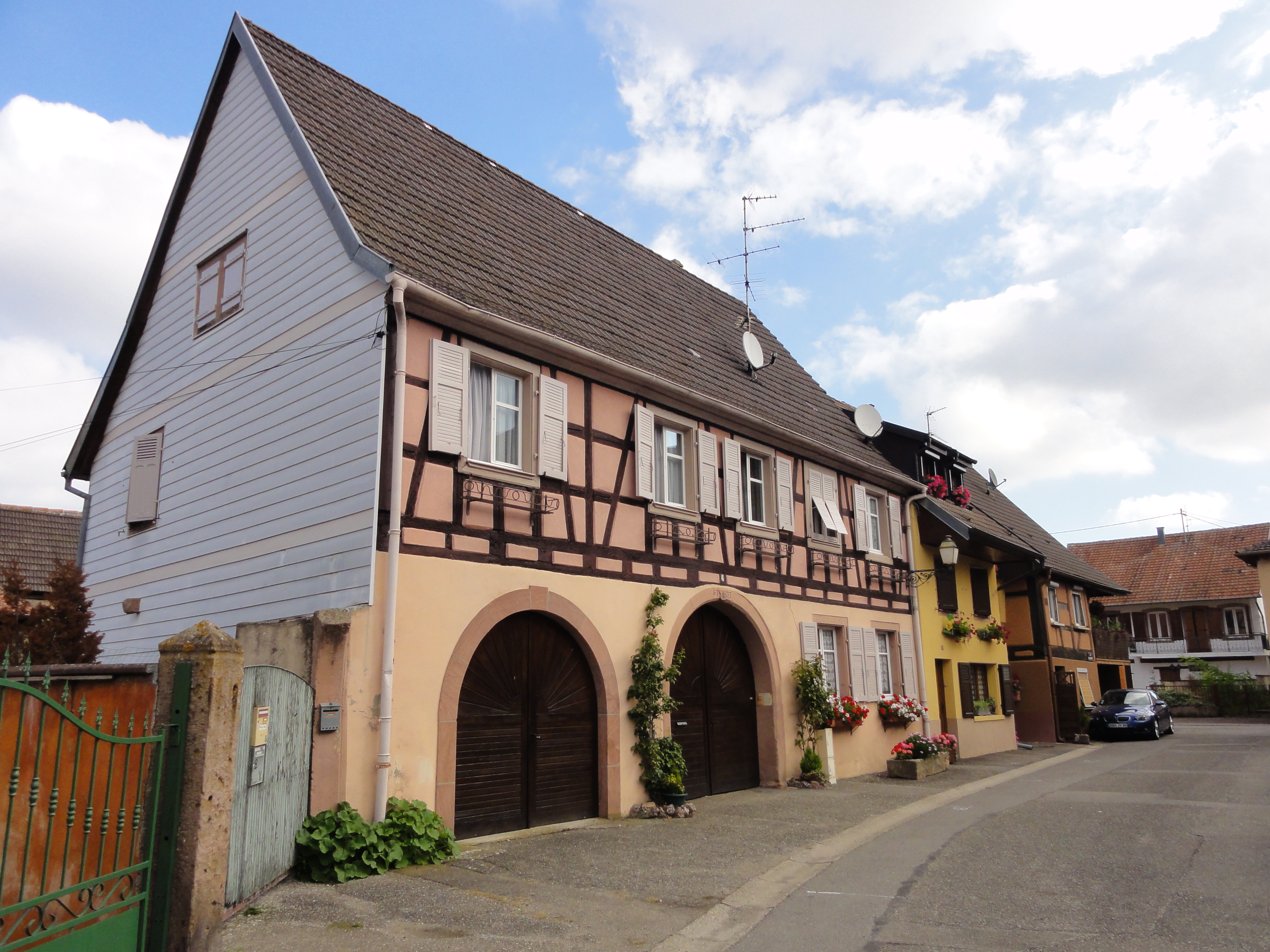
Ferme (1703), 4 rue de la Montagne.
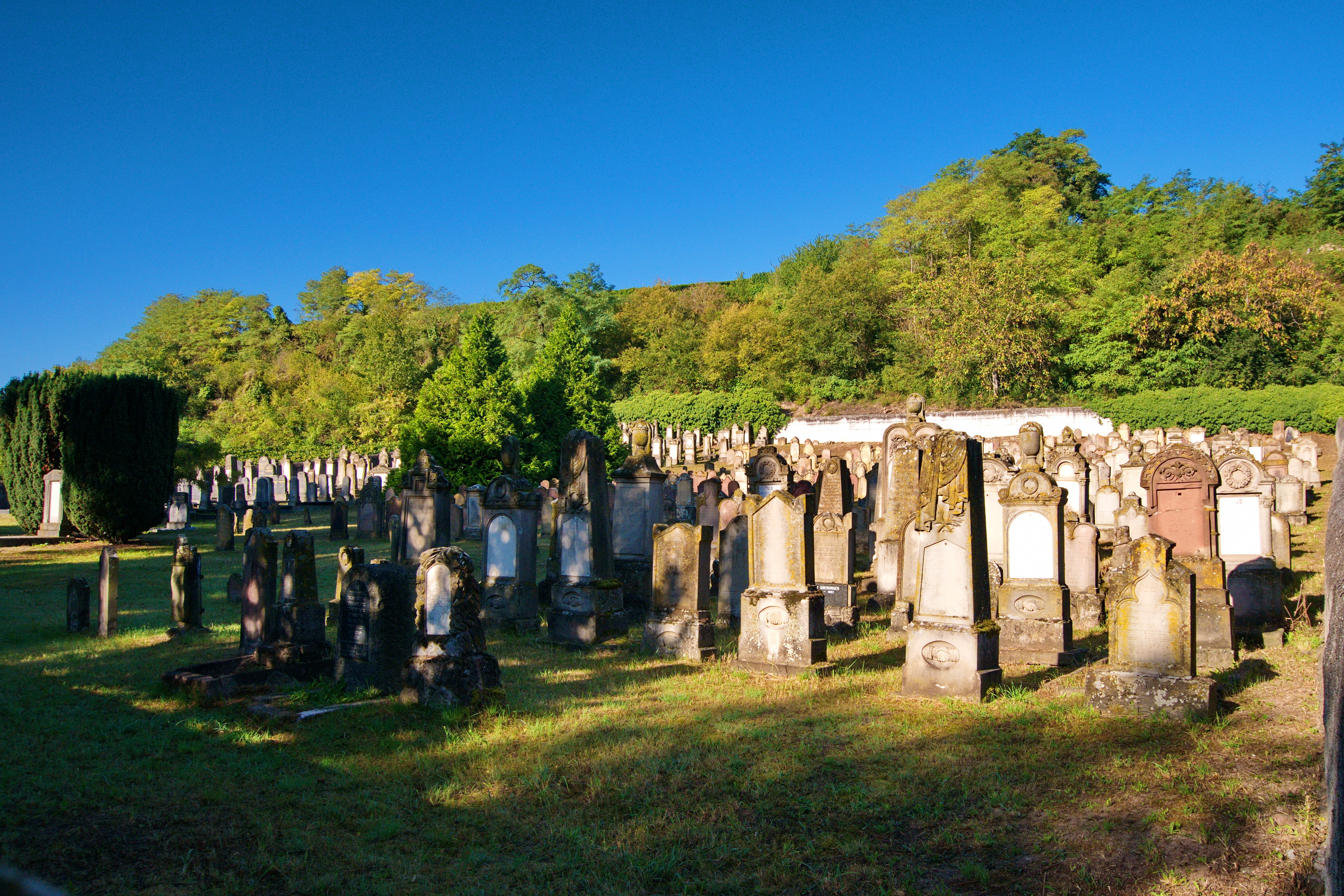
Cimetière juif.
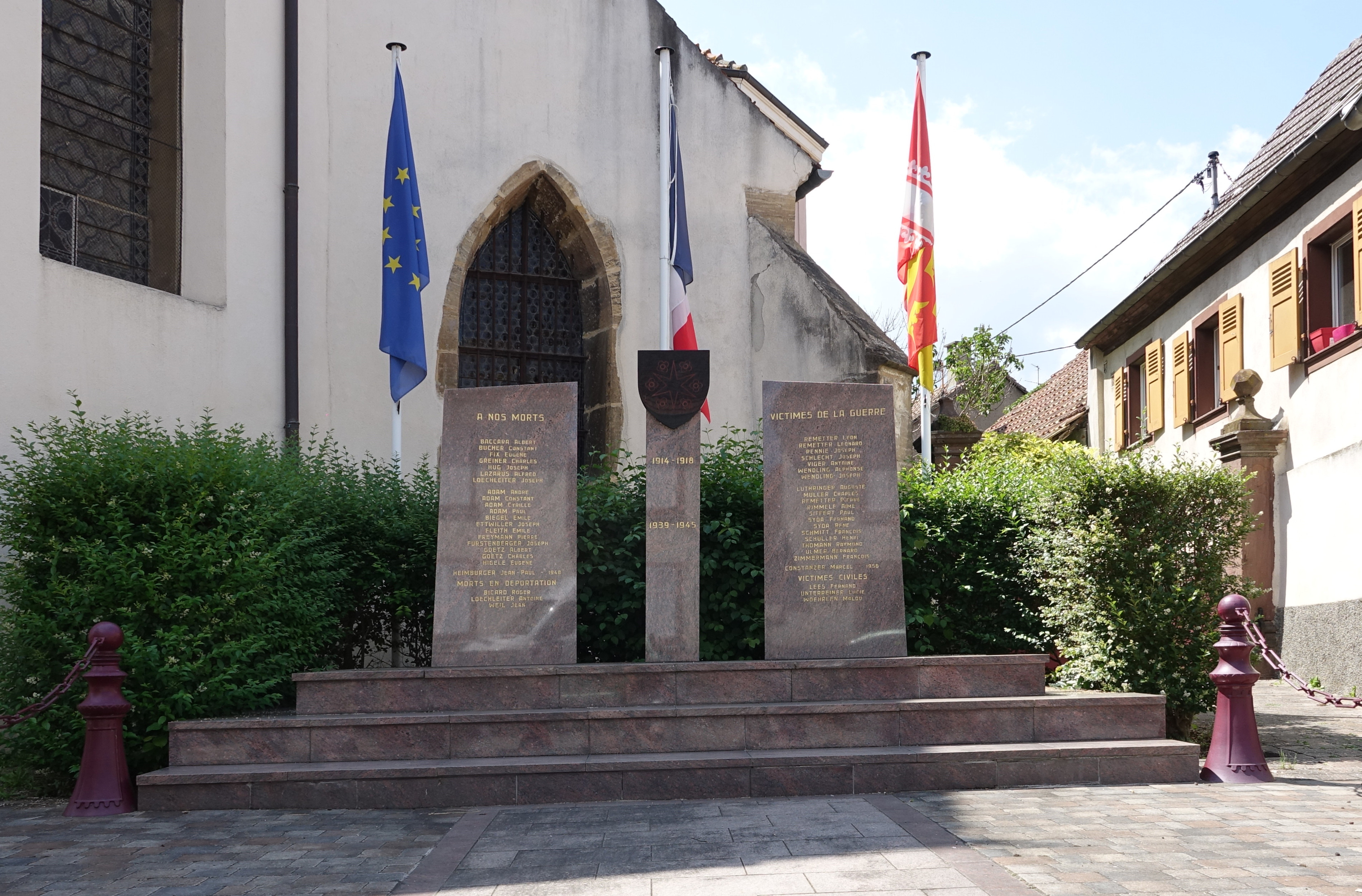
Monument aux morts des Première et Seconde Guerres mondiales.
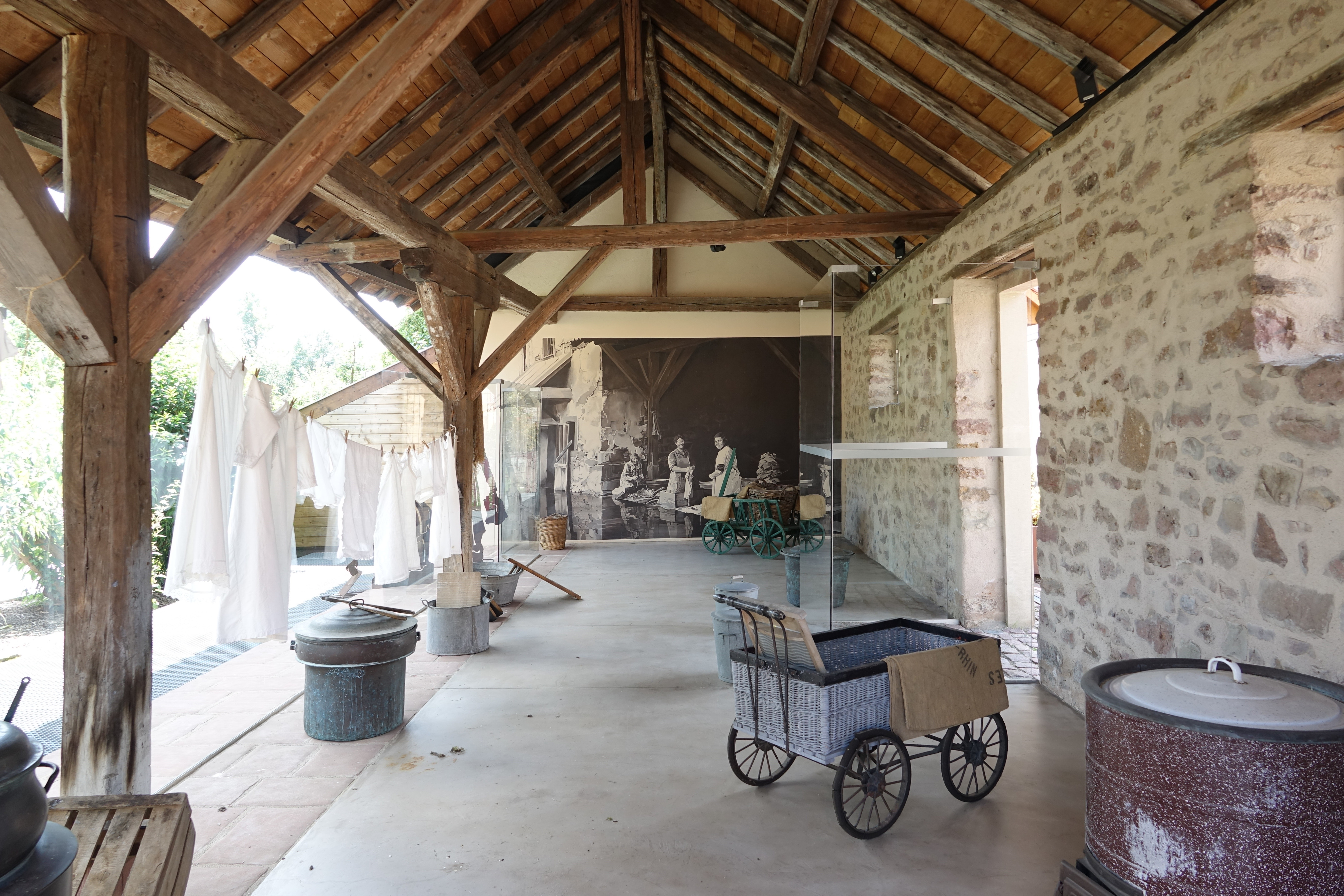
Lavoir.
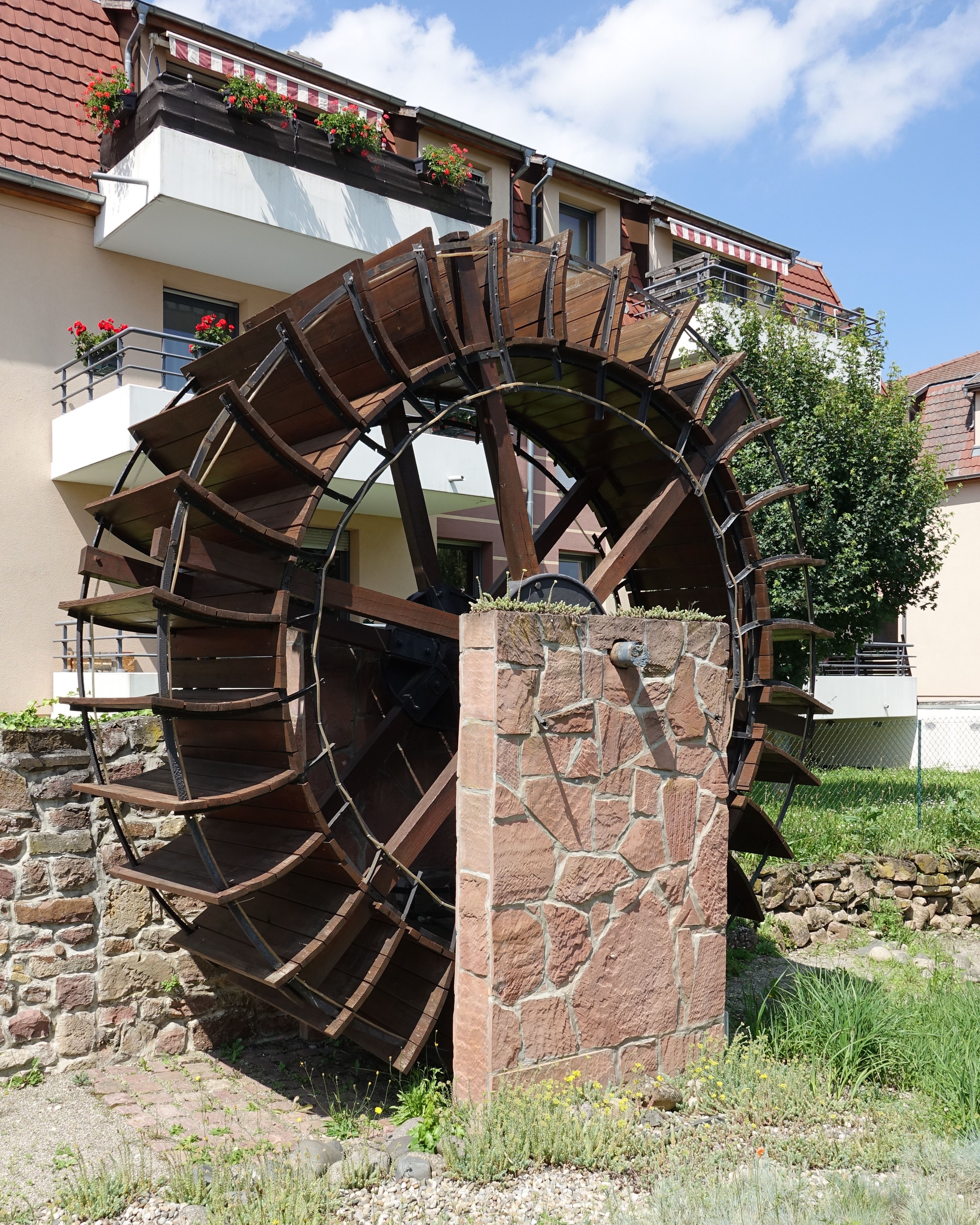
Roue à aubes.
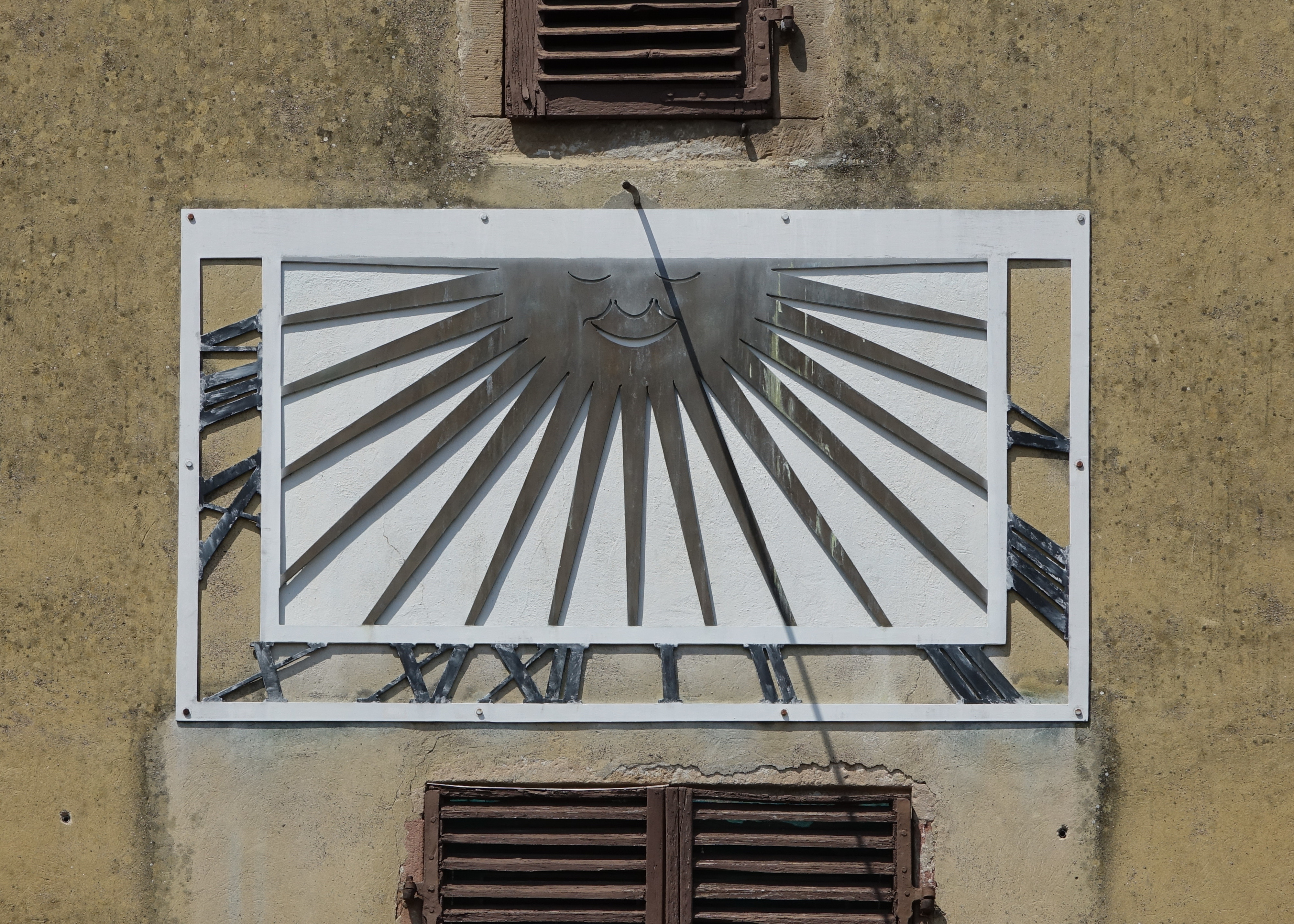
Cadran solaire.

## Les busTrace
Cette commune est desservie par la ligne suivante :
|    |  | Parcours                                                              | Arrêts dans la commune |
| -- |  | --------------------------------------------------------------------- | ---------------------- |
| 26 |  | Herrlisheim-Près-Colmar - Wettolsheim Square Floranc - Gare - Théâtre | Vignoble               |